# Wolframs (Nunkas)

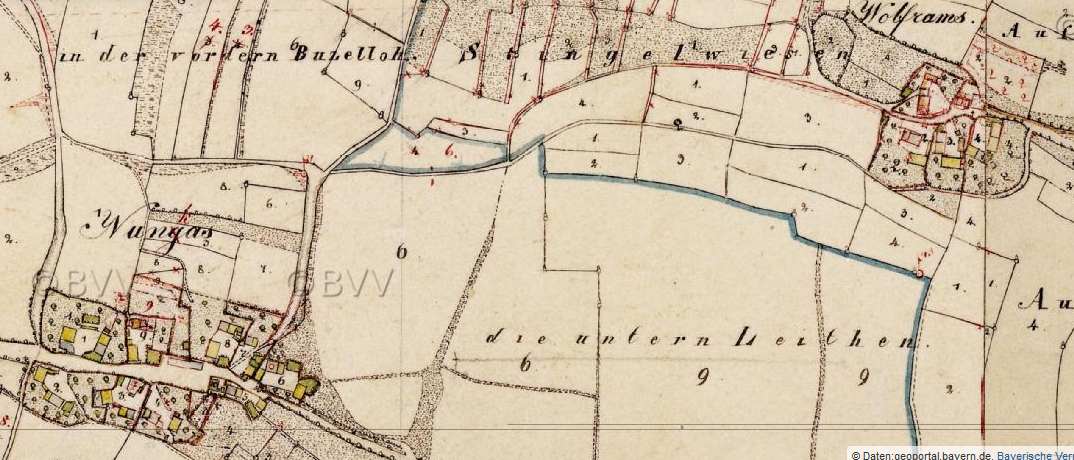
Lage von Wolframs und Nunkas auf dem Urkataster von Bayern

Wolframs ist eine ehemalige Ortschaft, die bei der Erweiterung des Truppenübungsplatzes Grafenwöhr in Bayern gemäß dem Erlass des Reichswehrministerium vom 28. Februar 1936 abgesiedelt und zerstört wurde. Wolframs liegt 820 m nordöstlich von Nunkas. Heute ist Wolframs eine Wüstung im Truppenübungsplatz Grafenwöhr. Die Überbleibsel von Wolframs werden als Bodendenkmäler der Gemeinde Grafenwöhr unter der Aktennummer D-3-6336-0021 als „untertägige mittelalterliche und frühneuzeitliche Befunde in der Wüstung Wolframs“ erwähnt.

## Geschichte
1179 schenkte Udelschalk von Wolframs dem Kloster Michelfeld durch Herbodo von Hag zu seinem Seelenheil zehn Untertanen, die in der Folge abgabenpflichtig zu Michelfeld waren. Kurz darauf kam das ganze Dorf Wolframs an das Kloster Michelfeld, denn zur Zeit des Kreuzzugs von 1216 war Wolframs ein vom Kloster Michelfeld an einen Ritter Gerebold verliehenes Gut. Dieser hatte Wolframs an den Reichsministerialen Ramung von Haag versetzt und trug es hierauf dem Kloster als Seelgerät und zugleich zum Kauf unter der Bedingung an, dass das Kloster das Gut um die genannte Summe von 12 Talenten zurücklöste. Allerdings kam es noch zu einem Rechtsstreit zwischen dem Kloster und dem vom Kreuzzug heimgekehrten Chunrad Git, Sohn des Gerebold, der sein väterliches Lehen wieder haben wollte. 1238 verzichtete er bei einem Prozess vor dem Landrichter Ulrich von Königstein auf der Burg Reicheneck gegen Zahlung von fünf Talenten Regensburger Pfennige auf seine Ansprüche.
Der Zehent von Wolframs gehörte der Pfarrei Hopfenohe; nachdem Hopfenohe 1361 in das Kloster Michlfeld inkorporiert worden war, kam dieser auch an das Kloster. Mit der niederen Gerichtsbarkeit gehörte Wolframs ebenfalls zum Kloster Michlfeld, und zwar zur unteren Vogtei Ebersberg.
Im Dreißigjährigen Krieg wurde Wolframs verwüstet, aber bereits 1650 wurden dort fünf Herdstätten genannt, die sich bis zur Ablöse von Wolframs erhalten haben.